# Friedrich Frey-Herosé

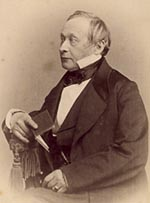
Friedrich Frey-Herosé

Friedrich Frey-Herosé (* 12. Oktober 1801 in Lindau im Bodensee; † 22. September 1873 in Bern) war ein Schweizer Politiker, Offizier und Unternehmer. Er war Generalstabschef im Sonderbundskrieg und während des Neuenburgerhandels. Nachdem er elf Jahre der Regierung des Kantons Aargau angehört hatte, wurde er 1848 als Vertreter der liberalen Mitte (der heutigen FDP) in den Bundesrat gewählt, dem er bis 1866 angehörte. Er trug massgeblich zur Abschaffung der Binnenzölle bei und schloss Handelsverträge mit zahlreichen Staaten ab. Frey-Herosé war 1854 und 1860 Bundespräsident sowie Vizepräsident in den Jahren 1853 und 1859. Privat zeigte er ein grosses Engagement bei der Förderung von Bildung und Kultur.

## Biografie

### Jugend- und Studienzeit
Er wurde in Lindau im Bodensee als Sohn des Fabrikanten Daniel Frey und von Anna Elisabeth Sulzer geboren. Aufgrund der unsicheren politischen Lage – 1806 war Lindau Teil des Königreichs Bayern geworden und 1809 im Zuge der Koalitionskriege kurzzeitig von Aufständischen aus Vorarlberg besetzt worden – siedelte die Familie 1810 nach Aarau über. Dort hatten sich bereits in den 1770er Jahren sein Grossvater und sein Grossonkel als Kaufleute niedergelassen und das Bürgerrecht erworben. Beide hatten zu verschiedenen Zeiten das Amt des Stadtammanns inne, wie auch später sein Vater. 1811 kam dort Bruder August Frey zur Welt.
An der Kantonsschule Aarau erwarb Friedrich Frey die Matura. Anschliessend studierte er Chemie am Collège de France in Paris. 1824 heiratete er die Fabrikantentochter Henriette Herosé, deren Nachnamen er seinem eigenen hinzufügte, um Verwechslungen zu vermeiden; das Paar hatte fünf Kinder (1849 liess er sich scheiden und heiratete im selben Jahr Emilie Langel). 1821 übernahm er die Leitung der acht Jahre zuvor gegründeten chemischen Fabrik seines Vaters in der Telli. Während eines Besuchs in Paris war er 1830 aktiv in die Julirevolution involviert und beteiligte sich an den Strassenkämpfen. 1836/37 erbaute er neben seiner Chemiefabrik eine Baumwollspinnerei; die 1887 gegründete Chocolat Frey übernahm im Jahr 1900 dieses Fabrikgebäude und nutzte es bis 1967 für die Schokoladenproduktion.

### Tätigkeiten in Waldshut
Das Kapuzinerkloster Waldshut kam 1824 in den Besitz des Aarauer Industriellen Daniel Frey, der in den Gebäuden eine Chemische Fabrik zur Erzeugung von Vitriolöl einrichtete. Sein Sohn Friedrich Frey-Herosé leitete als technischer Direktor der Fabriken in Aarau und Waldshut die Umbauarbeiten, die erhebliche substanzielle Eingriffe zur Folge hatten. Am 21. Juni 1825 erschien Frey-Herosé unangemeldet im Pfarrhaus bei Pfarrer Joseph Benedikt Sohm und ließ die aus der Wand des Presbyteriums ausgebrochenen Kardiotaphe des Fürstbischofs von Basel und des Landgrafen von Sulz samt der entnommenen Herzkapseln abladen.

### Kantonale Politik und militärische Laufbahn

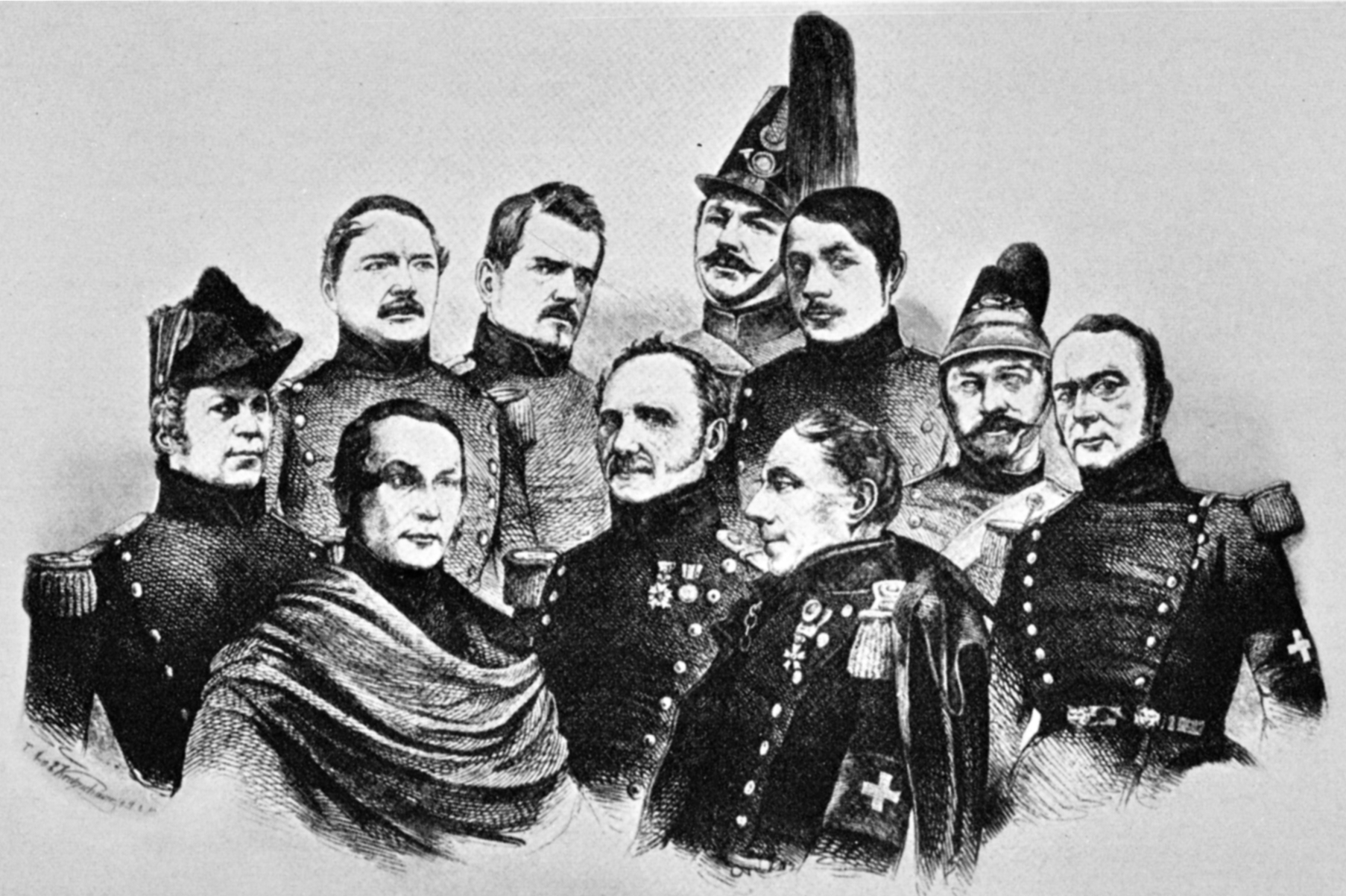
Der eidgenössische Generalstab während des Sonderbundskrieges 1847. Vorne links Oberst Friedrich Frey-Herosé als Generalstabschef

Sitzung der Tagsatzung in 1847: Regierungsrath Friedrich Frei-Herosé in Bildmitte von hinten (Nr. 17)

Seine militärische Karriere im kantonalen Heer begann Frey-Herosé 1827 als Unterleutnant der Infanterie. Zwei Jahre später wurde er zum Hauptmann befördert und 1832 zum Major, gleichzeitig wurde er Mitglied der kantonalen Militärkommission. 1834 war er bereits Oberstleutnant. Ebenfalls 1834 wurde er als Vertreter des Wahlkreises Othmarsingen in den Grossen Rat gewählt. Im November 1837 folgte die Wahl in den Kleinen Rat (wie die Kantonsregierung damals hiess). Frey-Herosé übernahm die Leitung des Polizeiwesens und war in dieser Funktion massgeblich an der Gesetzgebung in den Bereichen Einbürgerung, Gastgewerbe und Lotterien beteiligt. 1839, 1842 und 1845 hatte er das Amt des Landammanns inne.
Als Präsident der Militärkommission war Frey-Herosé zugleich Oberbefehlshaber der aargauischen Truppen. Im Januar 1841 führte er eine Armee von rund 10'000 Mann ins Freiamt. Dort waren kurz nach der Annahme einer liberalen Verfassung Unruhen ausgebrochen, die aber rasch niedergeschlagen werden konnten. Nach einem Antrag von Grossrat Augustin Keller beschloss die Kantonsregierung die Aufhebung aller Aargauer Klöster, da sie als Ursache der Unruhen galten. Frey-Herosé vollzog persönlich die Aufhebung der Klöster Muri, Wettingen und Fahr (nach der Beilegung des Aargauer Klosterstreits wurde letztere wieder rückgängig gemacht). 1847 und 1848 stand er dem Erziehungsdepartement vor und baute das Lehrerseminar im ehemaligen Kloster Wettingen auf.
Nach den Freischarenzügen von 1844 und 1845 verschlechterten sich die angespannten Beziehungen zwischen liberalen und konservativen Kantonen weiter. Frey-Herosé, der das Oberkommando über den zweiten Freischarenzug abgelehnt hatte, wurde 1846 von der Tagsatzung in den eidgenössischen Kriegsrat gewählt. Als Generalstabschef unter General Guillaume Henri Dufour war er 1847 am Sonderbundskrieg beteiligt. Nach der Zerschlagung des Sonderbunds war Frey-Herosé Mitglied jener Kommission, welche die neue Bundesverfassung ausarbeitete. Bei den ersten Wahlen zum Nationalrat erzielte er das beste Ergebnis aller Aargauer Kandidaten.

### Bundesrat
Die Bundesversammlung wählte Frey-Herosé am 16. November 1848 zum sechsten Bundesrat. Er erhielt im zweiten Wahlgang 70 von 130 abgegebenen Stimmen (52 Stimmen entfielen auf Wilhelm Matthias Naeff und 8 Stimmen auf weitere Personen). Nach zwei Tagen Bedenkzeit nahm er die Wahl an, woraufhin er von seinen kantonalen Ämtern zurücktrat. Als sich der Bundesrat am 21. November im Erlacherhof konstituierte, verfasste Frey-Herosé das Geschäftsreglement des neuen Gremiums und erhielt aufgrund seiner früheren Erfahrung als Fabrikant das Handels- und Zolldepartement zugewiesen. Als dessen Vorsteher ordnete er das eidgenössische Zollwesen neu. Dazu gehörten ein neues Zollgesetz, die Abschaffung der Binnenzölle und der Mautgebühren für Wege und Brücken sowie der Aufbau der Grenzkontrollen an den Aussengrenzen. In den darauf folgenden Jahren schloss er Handelsverträge mit den Nachbarstaaten Sardinien-Piemont (1851), Baden (1852) und Bayern (1853) ab.
Für die damals üblichen Komplimentswahlen – Bundesräte mussten als Nationalräte gewählt werden, um sich die Legitimation des Volkes zu sichern – trat er jeweils im Wahlkreis Aargau-Südwest an und erreichte stets das beste Ergebnis. 1854 war er Bundespräsident und stand als solcher für ein Jahr dem Politischen Departement vor. Als Aussenminister erreichte er, dass Österreich, das damals über das Königreich Lombardo-Venetien herrschte, die wirtschaftliche Blockade gegen den als Hort der Revolution geltenden Kanton Tessin aufhob.
Von 1855 bis 1859 war Frey-Herosé Vorsteher des Militärdepartements. Am 15. Oktober 1855 eröffnete er als Vertreter der Regierung die Eidgenössische polytechnische Schule (die heutige ETH Zürich). Beim Aufstand von Royalisten im Kanton Neuenburg, das damals auch ein preussisches Fürstentum war, bildete er zusammen mit seinem Ratskollegen Constant Fornerod die Verhandlungsdelegation. Als nach der Niederschlagung des Aufstands ein Krieg mit Preussen drohte, liess er sich für kurze Zeit aus dem Bundesrat beurlauben, um Dufour erneut als Generalstabschef beizustehen. Mit dem Vertrag von Paris, in dem Preussen auf alle Ansprüche verzichtete, endete 1857 der Konflikt um den Neuenburgerhandel. Die dabei gemachten Erfahrungen sollten die Grundlage einer Reform des Generalstabs bilden, doch das entsprechende Gesetz scheiterte im Januar 1859 im Parlament.
1860 war Frey-Herosé ein zweites Mal Bundespräsident und wiederum Aussenminister. Er geriet politisch unter Druck, nachdem eine zunächst nur in vertraulichen Gesprächen geäusserte Überzeugung publik geworden war. Er vertrat im Savoyerhandel den Standpunkt, die Schweiz dürfe sich bei der Frage der Abtretung Savoyens an Frankreich nicht einmischen, auch wenn ein territorialer Anspruch rechtlich begründbar sei. Dadurch brachte er radikale Kreise um Bundesrat Jakob Stämpfli gegen sich auf, die eine Annektierung Hochsavoyens gefordert hatten. Im Dezember 1860 und 1863 schaffte er deshalb die Wiederwahl als Bundesrat jeweils nur äusserst knapp, im letzteren Fall genau mit dem absoluten Mehr von 84 Stimmen (bzw. mit fünf Stimmen Vorsprung auf Emil Welti).
Ab 1861 leitete Frey-Herosé wieder das Handels- und Zolldepartement. Als einer der ersten Schweizer erkannte er die kommende wirtschaftliche Bedeutung Japans und ermöglichte 1864 ein Handelsabkommen. Von grosser wirtschaftlicher Bedeutung war ein im selben Jahr abgeschlossener Handelsvertrag mit Frankreich. Indirekt führte dieser zwei Jahre später zur Gleichstellung der Juden in der Schweiz, da Frankreich keine Differenzierung seiner Staatsbürger zuliess und eine Schlechterstellung der Schweizer Juden gegenüber den französischen auf Dauer unmöglich gewesen wäre. Gemäss seinem Grundsatz, wonach die ganze Welt der Markt für die Schweiz sei, schloss Frey-Herosé auch einen Handelsvertrag mit dem Königreich Hawaiʻi ab. Am 6. Dezember 1866 erklärte er seinen Rücktritt auf Ende Jahr. Im Nationalrat verblieb er bis 1872.

### Privatleben
Frey-Herosé war bereits in seinen Jugendjahren Mitglied der 1811 von Heinrich Zschokke gegründeten Gesellschaft für vaterländische Kultur (die heutige Aargauische Naturforschende Gesellschaft), deren Ziel es war, Kultur und Bildung im Kanton Aargau zu fördern. Er selbst hielt zahlreiche Vorträge und stand dieser Gesellschaft von 1840 bis 1848 als Präsident vor. In seiner Freizeit beschäftigte er sich mit der Beobachtung von Pflanzen und Tieren. Der begeisterte Ornithologie trug eine grosse Sammlung präparierter Vögel zusammen, die später vom Kanton erworben wurde und heute teilweise im Naturama in Aarau zu sehen ist.
Nach seinem Rücktritt als Bundesrat interessierte sich Frey-Herosé für die Kultur Japans und erlernte die japanische Sprache. Die Reise der 1862 von ihm beauftragten Handelsdelegation in das fernöstliche Land diente als Inspiration für die Japanesenspiele in Schwyz. Drei Wochen vor seinem 73. Geburtstag verstarb Frey-Herosé. Nach ihm benannt ist die Frey-Herosé-Strasse in Aarau. An dieser liegt auch das Versammlungsgebäude der Freimaurerloge «Zur Brudertreue», deren Mitglied er gewesen war.
Der Nachlass von Friedrich Frey-Herosé befindet sich im Staatsarchiv Aargau.

## Schriften
- Friedrich Frey-Herose, Bundesrath. Aus der handschriftlich hinterlassenen Autobiographie (= Historische Gesellschaft des Kantons Aargau [Hrsg.]: Argovia. Band 13). Verlag Sauerländer, Aarau 1882, doi:10.5169/seals-24595.